# Злия зъб
Злия зъб е връх, разположен в Мальовишкия дял на Северозападна Рила, България, с височина 2678 m над морското равнище.
Издига се на основното Мальовишко било – западно от вр. Ловница, от който го отделя скалистото седло Злия прелез, и източно от вр. Орловец, от който го разделя също скално седло, наричано Прозореца. От тези две премки на юг се спускат шеметни улеи, наречени съответно Белия и Синия улей, стигащи до Рилската река на около 1200 метра по-долу. От самия връх на юг тръгва скалист хребет, на който се вижда скален отвор, наречен Халката; след нея хребетът се раздвоява, ограждайки Дяволския улей – най-стръмният от всички, на места с почти отвесни прагове. На източното разклонение на хребета са Дяволските игли, на всяка от тях алпинистите са дали име. На западното разклонение е връх Двуглав, а по-надолу се извисява Иглата. Злия зъб, Двуглав и Иглата заедно, като цялост, представляват забележителна алпийска група.
Злия зъб носи такова име поради твърде характерната си форма, напомня на остър кучешки зъб; от север обаче той прилича повече на кътник.
На северния му склон е разположен безводен циркус (има съвсем миниатюрно езерце, наречено от алпинистите Бисквитеното – в него те си топели бисквитите). В центъра на циркуса е разположен заслонът БАК (Български алпийски клуб).